# トップレス
トップレス とは、女性が上半身裸（乳房を露出する）の状態のこと、または乳房を覆う部分がない水着やドレスをいう。1964年にアメリカ合衆国のデザイナー、ルディ・ガーンライヒがデザインしたトップレスの水着が話題を呼んだ。 本項では、男性と女性の上半身に関する性差の問題を中心に、その他の事例も扱う。

## 概要

### 伝統文化
北アメリカ（ネイティブ・アメリカン）、オーストラリア（アボリジニ）、アフリカ、太平洋の島々などでは、上半身に衣類を身につけない、今でいうトップレスが一般的で、イスラム圏の地域は13世紀から14世紀にイスラム教が浸透するまではやはりトップレスが主流だった。
アフリカ南部や南アメリカなどの文化には、上半身裸で生活することが男性と女性に共通する社会規範であった場所も多く、例としてナミビアのヒンバ族やクレタ島の古代ミノア文明などが挙げられる。

### 西洋文化
西洋文化では、男性が「水泳や浜辺など」地域限定で上半身裸になることは、女性に比べ一般的な行為である。上半身を露出する（女性）と、上半身裸の（男性）という2つの言葉の間にある大きな違いは、女性の胸（バスト）は少なくとも性的な響きを帯びている点にある。服装などを規定する法律では、上半身裸になることに関して男女間に差が見られる。西洋諸国では（東洋、中東のイスラム教国ももちろんだが）、公共の場で自らの胸を露出する女性を好ましく思わず、行為に及んだ女性は処罰される場合がある。このような習慣に対して、女性の権利擁護者によるトップフリー運動は反対を表明している。女性がトップレス状態の水着を「モノキニ」とも呼ぶ。
2020年にフランスの調査会社がヨーロッパの女性5000人を対象に行った調査によれば、50歳未満の女性のうちトップレスで日光浴を行うと答えた回答者は20%未満にすぎず、10年前の28%、1984年の43%と比較して減少傾向にある結果が得られている。

## 歴史
アメリカ合衆国では、家族で楽しむためのテレビ番組において、女性の乳首が長時間露出すると問題になる場合がある。スーパーボウルのハーフタイムショーにおいて、ジャネット・ジャクソンが、MTVで人気ポップ歌手のマイリー・サイラスが、乳首を露出した出来事が一例である。何とかして、トップレスを表現する場合もあり、NBCのバラエティ番組『サタデー・ナイト・ライブ』のシーズン22のモノローグでモデル・女優のパメラ・アンダーソンが水着を着用したまま、モザイク入りで乳首だけでなく、陰部・女性器）も披露するシチュエーションを行ったが、実際に全裸にならなかったことに反感を覚えた人もいた。ヒップの場合は、Tバックなどを着用し大部分を露出した下着や水着を着用している状態で放送されることもある。
イギリスの公共放送局『チャンネル4』で、2016年7月25日から放送されている番組『Naked Attraction』や、オランダの番組『Adam Zkt. Eva』、イタリアのバラエティ番組『ねむれナイト コルポグロッソ』ではモザイク無しで、アメリカ合衆国のリアリティ番組『Dating Naked』や、『Naked and Afraid』、『Buying Naked』では、モザイクありで、全裸の男女が放送で映る。ただし、両者ともお尻には一切かからない。海外の番組を紹介する日本のバラエティ番組で、映像が放送された場合は、必ずといっていいほど、かかる場合が多い。
映画のプレミアでアメリカ人女優のジェニファー・ローレンスや、アン・ハサウェイ、イギリス人女優のエマ・ワトソンのドレスから乳首が露出した出来事がある。女優のナタリー・ポートマンがナタリーの友達とビーチで日光浴をしている際、トップレスになったところをとらえた写真が流出したこともある。
上半身の自由とは、女性が公共の場で上半身裸になる権利を求める運動。公共の場において男性が上半身裸になることが問題視されていないので、それと同等の権利を女性が獲得することを目指す。「フリー・ニップル運動」と呼ばれる場合もある。この運動が発生したのは、母乳を与えていた母親が逮捕されたことが原因となっている。場所としては、ビーチ、プール、公園などが挙げられる。運動目的としては、子供に母乳を飲ませるとき人目に触れない場を探すことを強制しないこと、プールや海岸などの場所で快適に日光浴を行えるようにすること、男女平等問題などが挙げられる。北アメリカでは、ヨーロッパやオーストラリアよりも、上半身の自由運動が盛んに展開され、2005年2月カリフォルニアにおいて、弁護士リナ・ジョンソンは、日光浴のためであれ、子供に母乳を与えるためであれ、公然わいせつ罪で有罪になった女性は、ミーガン法により、強姦罪や子供への性的虐待の罪に問われた者たちと同じく性犯罪者として同列に並べられていることを問題として取り上げた。「トップフリー」という言葉は、否定的な意味合いを帯びている「トップレス」の言い換え語として用いられている。「シャツを着ない権利 」という言葉を好む者もいる。
世界では、女性の胸はプライベートゾーンであり、わいせつであるとの考え方から、公共の場で女性が上半身裸になることには反感が残っている。生物学的には乳腺と交尾の間に特定の関係性は存在しない。異性愛の男性の多くは、女性の胸に性的刺激を感じる。また他の霊長目における臀部の発達と同じようにして、人類の進化と共に女性の胸が第二次性徴として現れてきたと考える動物学者（デズモンド・モリスの名が知られている）も存在する。北アメリカの法廷では、乳腺が性器ではなく、子供を育てるための器官であるとの裁定を下されたこともある。法的に規制されているのは性器の露出であることを考えると、これらの裁定は重要なものであると言える。

### 組織/団体
カナダにはトップフリー平等権協会（Topfree Equal Rights Association=TERA）が存在し、男性が上半身裸である場所において、「胸に何も身に付けない」権利を実践した結果、何らかの法的トラブルに見舞われた女性を援助している。そのサイトによれば、TERAはカナダとアメリカの両国における問題を取り扱っている。TERAは、上半身の自由に関する啓発活動も行っている。さらに、TERAは、女性のトップフリーを禁止する規則を女性差別であると問題視しており、北アメリカの司法制度で見られる上半身の自由に関連する法を改正することを目指している。
米国にはGoTopless.orgが存在し、男性が許可されているように、公共の場で女性がトップレスになる憲法上の権利を持っていると主張している。8月26日に最も近い日曜日がGoTopless Dayとして公共の場でトップレスになる女性の権利のためのデモが実施されている。2014年12月12日には、それに基づいたドキュメンタリー映画『Free The Nipple』がニューヨーク市で公開された。2016年2月11日には、ドイツでBlu-ray DiscとDVDが販売された。日本では未公開である。一時、世界的人気ポップ歌手のマイリー・サイラスが参加したことで注目された。
映画『ラブ・アクチュアリー』の女優のキーラ・ナイトレイが、雑誌『インタビューマガジン』の2014年9月号のグラビアを飾って参加したことで世界的に話題になった。フランス出身のトップカメラマンのパトリック・デマルシェリエが撮影した。

## 男女のトップレス
胸を露にしたという言葉は、腰よりも上に何も身に付けないことを意味する。「腰まで裸の」や「シャツを着ない」という表現もある。男性が上半身裸になることは、女性よりも一般的であるために、「トップ(上半身に身に付ける服)を着ない（トップレス）」という言葉は、女性にのみ使われる。しかし厳密に言えば、両方の行為とも、ほぼ同等の肌の露出を伴った体の一部の露出を意味している。なお、イスラム文化では裸自体がタブーである。逆に、女性が公共の場で「トップを着ない」ことは、法律で禁止されており、これらが議論されることも多くある。
有史以来、男性、特に農夫や工夫などの労働者は、胸を露にして働いてきた。特に気候が暖かい地域、暑い地域では自然なことである。中世まではフランスでも、女性が裸で河で水浴をする光景も見られたという。その後、近代になり、文明が発達すればするほど裸に対する態度は厳しくなってきた。裸に関する考え方が柔軟になってきたのは、20世紀に入ってからともいえる。プールやビーチにおいて、男性が上半身裸になることだけが許された（1960年まで、ニューヨークのセントラルパークで上半身裸になると罰金が処された）他、徐々にそれが許容される範囲が広がった。21世紀には、ヨーロッパ、カリブ、オーストラリア、北アメリカのビーチで、女性が上半身裸でいられるビーチが増えている。但し、まだ世界的な潮流であるとは言えない。ヨーロッパや北アメリカにおいて、上半身裸の男性に対して反感を覚える人々は多く残っており、室内では彼らに対して「シャツを着ていない方、靴を履いていない方、皆、お断り」の方針を打ち出す店もある。比較的寛容な西洋社会において、シャツを着ないで（またはシャツのボタンをはずして）写真に写ることは問題視されていない。男性の肉体を展示することは、多くの国々では「無害な」行為と考えられている。アフリカ南部において、伝統的に男性は腰布型の衣服を身にまとい、上半身裸で生活している。イスラム圏においては、上半身裸の男性・女性は認められておらず、ビーチであっても厳しく罰せられる可能性もある。
男性で公の場でトップスに被服を纏わず、ボトムスのみに被服を纏い、上半身裸になるケースとして、水着姿の時や幾つかの格闘技、裸祭り、運動会などの騎馬戦・棒倒し・組体操などがある。日本では裸芸人などが上半身裸で出演するケースがある。現在の近代オリンピックで上半身裸で競技されるのは水泳（近代五種競技内の水泳を含む）のみとなっている（アマチュアレスリング・重量挙げのシングレットは以前はローカット型で胸が露出しほぼ上半身裸だったが、現在はハイカット型となり胸が露出しなくなっている）。各地の学校運動会にて、男子生徒を上裸で騎馬戦や組体操などに参戦させる伝統を巡っても近年議論が紛糾している。
2020年代以降は、社会的地位の高い少年性愛者によるセクシャルハラスメントが社会問題の俎上に載せられ、権力者による職権を濫用した少年への脱衣強要も問題行動のひとつとして取扱われる。過去には映画監督のルキノ・ヴィスコンティがスウェーデンにて『ベニスに死す』のオーディションを開催し、受験者の少年達を上裸にさせていたケース、また大手芸能プロダクション社長のジャニー喜多川による、所属タレント達の上裸をマスメディアに露出させていたケースなどがある。

## 各国の状況

### 日本
日本ではトップレスは、「＝ヌード」の扱いである。西洋文化でも、トップレスをヌードとして扱う場合もあるが、日本ではヌード扱いとなる。また、女性が乳房だけを手などで隠す場合はセミヌードと表現される場合もある。後ろ姿のヌードはセミヌードと呼ばれるが、西洋文化ではセミヌードという表現は使われない。
1964年には海外においてもトップレス流行の兆しがあることが知られ、日本においても、7月20日には警察がこれを軽犯罪法第1条20号により取り締まる方針を出した。
刑法を専門とする植松正は、この軽犯罪法の規定において乳房の露出が明確に禁じられておらず「その他身体の一部」に含まれるという解釈がなされていることを指摘し、刑法が人を罰する法律であることから「その他」に関する解釈に強い制約がかけられるべきであることと、「けん悪の情を催させるような仕方で」や「みだりに」という露出のありかたに対する規定が論理で割り切れるものでなく文化的なものであるとしている。
一方で、学校の健康診断ではブラジャーも外してトップレスで受診することがあり、トップレスで受診することに女子児童生徒の保護者から疑問の声がある。一方で、着衣によって隠れる体位の痣や不自然な外傷の有無等を観察することにより、虐待やいじめ、自傷行為等がないかを確認する貴重な機会にもなっている。トップレスを避ける対策として、健診用ブラジャーかそれに準じたブラジャー（スポーツブラ等は除く）を着用したまま受診が可能だったり、タオル（エプロン型タオル・ラップタオル）やケープを使用して受診が可能な場合がある。

### ドイツ
2022年12月、Lotte Miesという女性が、ベルリンのカウルスドルフ（Kaulsdorf）市営プールで、トップレスで泳ぎ、これを問題視したプールの職員が警察を呼び、女性を追い出した上で、出入り禁止にしことに端を発し、これを性差別だとベルリンの上院司法・多様性・反差別局のオンブズマン事務所に不服申し立てをし、当局は彼女の主張を認めた。これにより、2023年春よりはベルリンでは性別に関係なく、すべての人が市営プールでトップレスで泳ぐことが許可された。ドイツでは、19世紀からFKK（Freikoerperkultur）と呼ばれる「裸体主義」の文化があり、 サウナも男女混浴であり、トップレスには慣れているはずのドイツ人でもこの決定には驚く意見も少なからず見受けられた。

### 中国
中国では、暑期に中高年の男性が屋外の公共の場に上半身裸で現れることを膀爺（バンイエ）と呼び、中国における「夏の風物詩」と評されることもある一方で、「非文明的な行為」として排除される対象ともなっている。